# 尼古拉·萨科齐
尼古拉·保罗·斯特凡纳·萨科齐·德纳吉-博乔（法語：Nicolas Paul Stéphane Sarközy de Nagy-Bocsa，發音：[nikɔla pɔl stefan saʁkɔzi də naʒi bɔksa] ⓘ；1955年1月28日—），法国政治人物，第23任总统（兼安道爾親王），亦曾任法國人民運動聯盟主席，擁有匈牙利、希腊和犹太血统。
2012年法國總統選舉中敗給社會黨候選人法蘭索瓦·歐蘭德，成為繼1981年德斯坦之後，法國第五共和第二位未能連任成功的總統。

## 早年生活
尼古拉·薩科齊的父親帕尔·萨科齐是匈牙利人，1944年逃离苏联红军占领的匈牙利，后作为难民到达法国巴黎，并在那里工作，迎娶了一个医生的女儿安德蕾（有法国、希腊和犹太血统），两人育有三子，尼古拉·萨科齐排行老二。后两人离婚。
1978年，薩科齊取得巴黎第十大學的法律學學士學位。后於1979至1981年間入讀巴黎政治学院，惟終因英語不及格而未能取得碩士学位，隨即開展其政治生涯。

## 政治生涯

### 步入政壇
1978年步入政壇，起先在巴黎西部小城塞纳河畔纳伊擔任市議員，並於1983年當選為該市市長。
1993年至1995年期间，薩科齊進入右派政府工作，出任预算部长。1999年的欧洲选举中，薩科齊领导的保卫共和联盟只獲得11%的選票，一度退出政壇。
2002年的法国总统选举中，他加入支持當時的總統希拉克连任的阵营，以期再度进入政府工作。希拉克成功连任之后，并没有任命当时呼声较高的萨科齐为总理，反而较为意外的任命了拉法蘭。不過失望之餘，薩科齊还是出任了作为政府第二首脑的内政部长，主要工作是包括改革法律，和調停中央和地方的行政關係。他在担任内政部长期间，采取了一系列相对强硬的政策，2005年巴黎騷乱就是在他的指导之下镇压平息。在任期间他取得一定成效的同时也获得了不少民意支持，为日后竞选总统打下了基础。
2005年，他在兼任内政部长的同时，当选为国会第一大党人民运动联盟的主席，并表示将于2007年競選總統。

### 總統

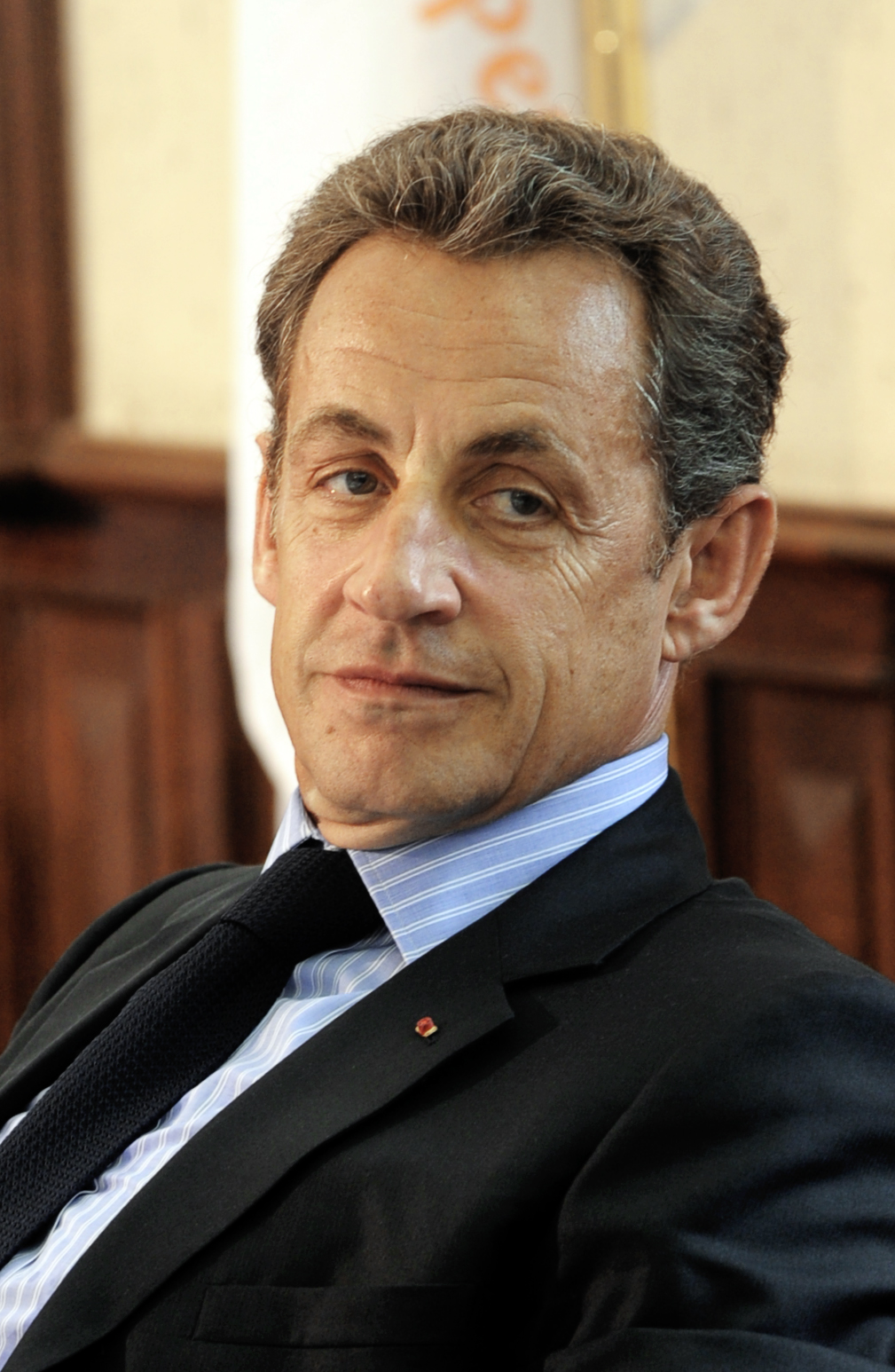
法國總統期間

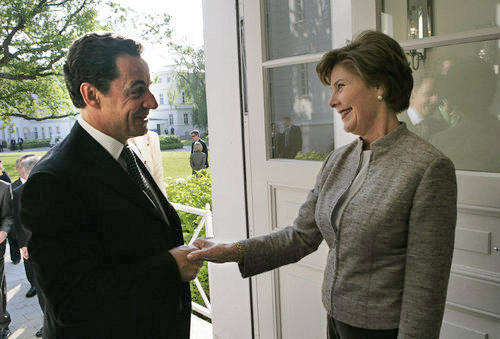
2007年6月8日萨科齐在海利根达姆与美国第一夫人劳拉·威尔士·布什会面

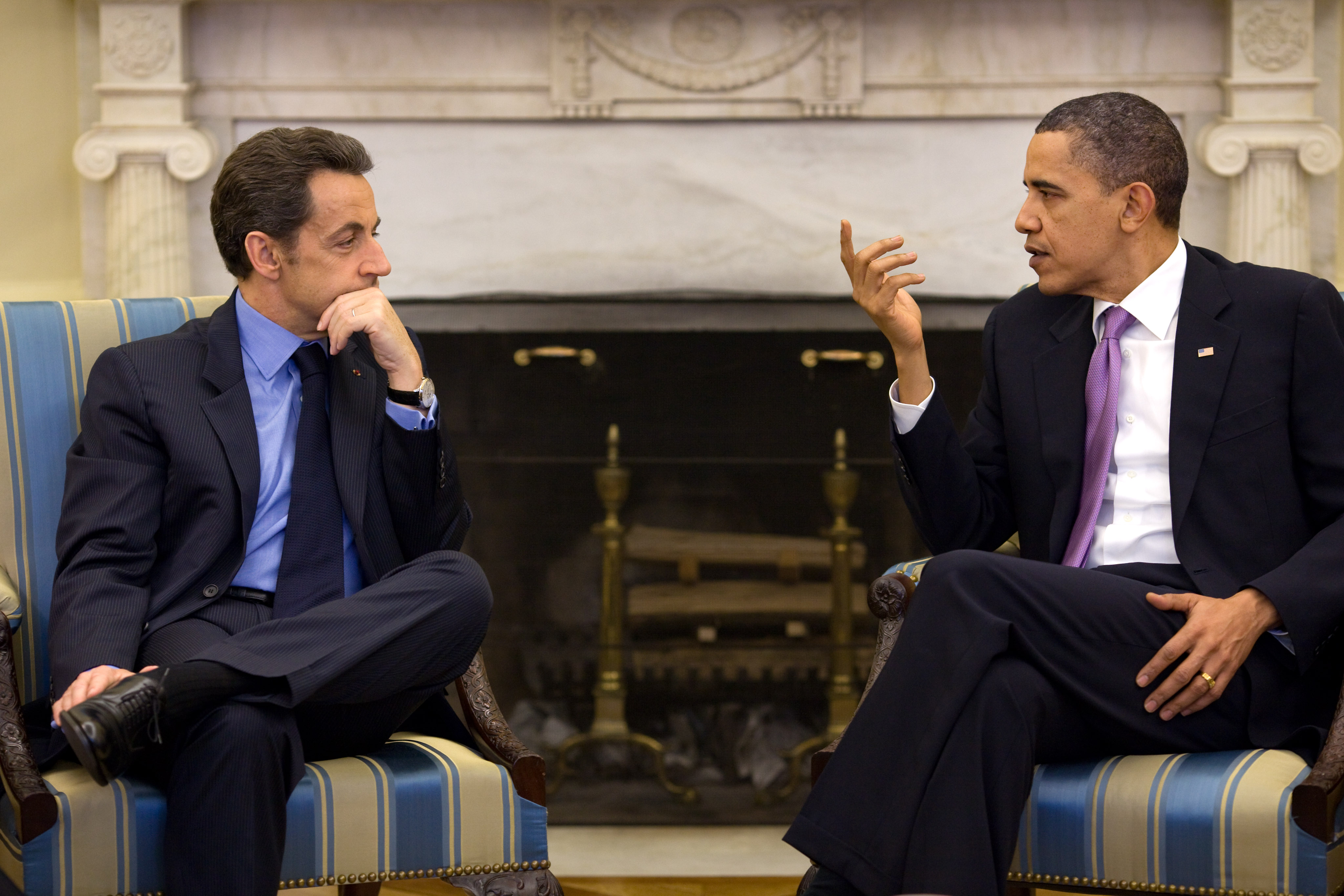
2010年3月30日萨科齐在椭圆形办公室与美国总统贝拉克·奥巴马会面

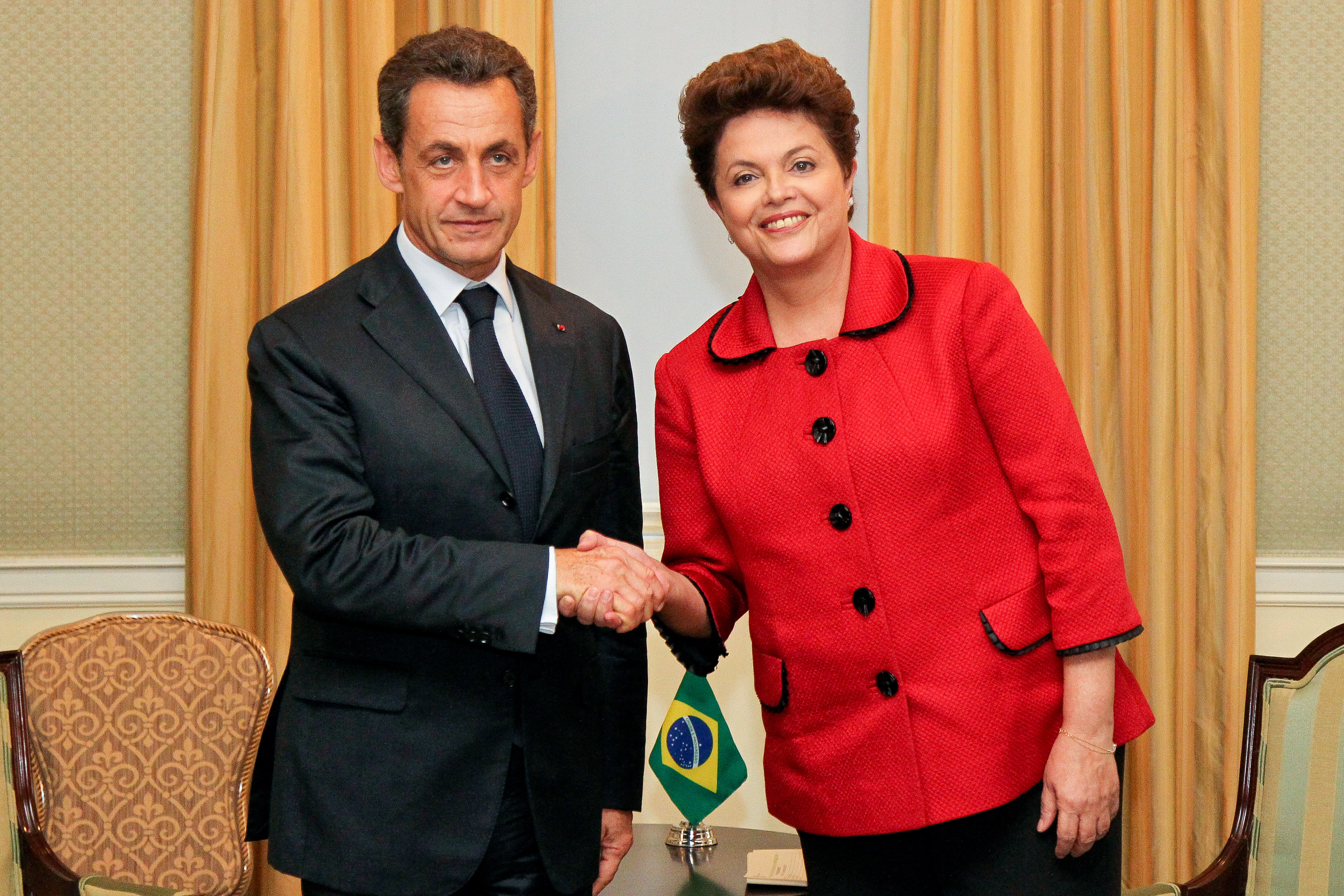
2011年9月21日萨科齐与巴西总统迪尔玛·罗塞夫会面

薩科齊於2007年參與總統大選。他先於2007年1月14日取得人民運動聯盟參與法國總統大選的黨內代表權，然後在多項調查中一直領先。經過兩輪投票，於2007年法国总统选举中获得53%选票，击败賀雅爾成功当选。
薩科齊代表人民運動聯盟參與2007年法國總統大選，與其他11位總統候選人競選。他在選舉第一輪（4月22日）當中以30%的得票率與居次的賀雅爾（25%），雙雙進入總統大選的第二輪。同年5月6日的第二輪投票，以53%的選票，擊敗47%的賀雅爾，當選法蘭西第五共和國之第6任總統，亦為法蘭西共和體制以來第23任總統。同年5月16日，席哈克與薩科齊政權交接，正式入主愛麗舍宮。
薩科齊2007年就任总统后，中法关系明显降温，2008年他高調批評中共治理西藏的手段，以及因为会见第十四世達賴喇嘛·丹增嘉措和抵制北京奥运等事件，与中國关系越来越差。但金融危機之後與中國的關係平穩發展，他任內前後六次訪中。
2012年5月6日，薩科齊連任失敗，在第二輪投票以3個百分點差距敗給左翼的歐蘭德，主因是不少选民无法接受他所推出的紧缩措施，以及爱炫耀浮夸、不接受旁人意见等个人风格，但他的得票率卻顯示他仍有一定的支持度。5月15日正式離任。

### 卸任后
薩科吉卸任后，因政治獻金問題受到司法調查。他被指控在2007年競選總統時，收取來自法國女首富、歐萊雅集團女繼承人莉莉亞娜·貝當古非法政治獻金。有關消息稱，薩科齊的名字不再包括在貝當古事件出庭人的名單中。薩科齊否認曾經造訪過莉莉亞娜·貝當古，爭取政治捐款。10月7日，來自法國司法部門的消息說，針對前總統薩科齊在2007年競選期間涉嫌收受非法政治捐款的刑事調查已經被撤銷。
薩科齊計劃於2017年再次參加總統大選，他批評奧朗德“完全缺乏領導能力”，“看著今後五年法國將陷入千瘡百孔的危險境地，我在2017年將別無選擇……從道義上講，我不能讓法國人民失望。” 
2014年7月1日，萨科齐被国家司法警察总部廉政办公室拘留并接受讯问。这是1958年法兰西第五共和国宣告成立以来，第一次有前总统因涉嫌违法遭到警方拘留。7月2日，萨科齐因为涉嫌探听司法机密和貪汙，正式开始接受司法调查。
2018年3月21日，萨科齐因被爆料收受卡扎菲的非法献金而被法国警方拘留，在被关押48小时后获释。
萨科奇和他的律师Thierry Herzog被怀疑企图贿赂高级裁判官Gilbert Azibert，以获取针对共和国前总统的法律诉讼信息。在萨科齐坚决否认之后，检方仍对这位前总统提出了诉讼。后者正与他的律师Thierry Herzog和前高级法官Gilbert Azibert一起因腐败和影响力兜售而受审。案件于2020年11月23日在巴黎开庭审理，檢方要求對萨科齐、Thierry Herzog和前高级法官Gilbert Azibert被判处4年有期徒刑，其律师Thierry Herzog和前高级法官Gilbert Azibert缓刑两年。
2021年3月1日，巴黎刑事法庭判决萨科齊因賄賂法官、阻礙對政治獻金的調查，有期徒刑3年，缓刑2年。
2024年12月18日，法国最高法院維持此前尼古拉·萨科齐有期徒刑3年的判決。不過薩科齊不用在监狱服刑，而是佩戴电子手环。2025年6月15日，薩科齊的法国荣誉军团勋章被剝奪。

## 争议
2013年1月，法國軍火商塔基耶廷（Ziad Takieddine）指稱，利比亞前領導人於2006年12月至2007年1月間，曾向薩科齊提供了4,000萬英鎊現金用於2007年大選，這筆巨額獻金通過巴拿馬和瑞士帳戶洗白。英国警方随后在2018年1月根据法国欧洲逮捕令逮捕了被指代表萨科齐清洗利比亚资金的萨科齐助理亚历山大·德朱里。德朱里拒绝回应法国的传唤。次月，《中东时报》引用消息人士指出，萨科齐声称若要改善法国和利比亚两国的关系，他应该被选为总统，这样他便包装好法國聯合航空772號班機空難爆炸案的材料。3月20日，萨科齐遭到法国警方逮捕，就个人和利比亚的关系接受传讯，这是他第一次因这件事接受询问。内政部长布莱斯·霍特菲克斯也被警方带走询问。随后，卡扎菲的儿子赛义夫·伊斯兰表示日后审讯若需求，愿意出庭作证。他还声称一位前利比亚情报人员持有父亲和萨科齐2007年在的黎波里开会商讨交易的录音。与此同时，共和党发表声明称全力支持前总统，党发言人克里斯蒂安·雅各布后来表示对萨科齐的指控有政治动机。

## 评价
- 美国第43任总统卸任后在个人自传《抉择时刻》中评价世界各主要国家领导人时提到薩科齊“精力充沛”、“愿与美国合作”[24]。

## 个人生活
- 第一任妻子：瑪麗·多明尼克·庫利奧莉（Marie-Dominique Culioli）
  - 1982年9月23日，萨科齐与玛丽结婚，育有两子Pierre（1985-）和 Jean（1987-）。玛丽的叔叔是萨科齐的政坛生涯导师。后经过几年分居，于1996年正式离婚。

- 第二任妻子：塞西莉亞·西佳妮爾·阿爾班妮茲（Cécilia Ciganer-Albéniz）
  - 1989年，萨科齐展開和塞西莉亞的婚外情。1996年10月，萨科齐与塞西莉亞奉子成婚，1997年4月生下幼子Louis。婚后萨科齐夫妇经常相伴出席在许多重大场合，包括助阵萨科齐成为法国总统。2005年，塞西莉亞红杏出墙，2007年10月与萨科齐离婚，萨科齐因此成为第一个在位期间离婚的法国总统。塞西莉亞与第一任丈夫、电视节目主持人Jacques Martin的婚礼上，萨科齐是伴郎。

- 第三任妻子：卡拉·布鲁尼（Carla Bruni）
  - 2008年2月2日，萨科齐和模特、歌手卡拉·布鲁尼闪电结婚，育有一女Giulia（2011.10.19-），萨科齐因此成为第一个在位期间结婚和生子的法国总统。

## 外部連結
- 法國總統官方網站（页面存档备份，存于）
- 薩科齊個人官方網站